# Le Métro
Pour plus de détails, voir Fiche technique et Distribution.
Le Métro est un court métrage réalisé en 1934 par Georges Franju et Henri Langlois. 
Il s'agit d'un film muet que Georges Franju et Henri Langlois ont réalisé avec une caméra d'emprunt et trois bobines de film de 16 mm. Il est composé presque exclusivement de plans de trains en mouvement, le plus souvent dans les parties aériennes du métro.

## Synopsis
A Paris par tous les temps, le métro, ça va ça vient, par les tunnels de pierre et sur les ponts de fer.
Les usagers du métro font de même, allant et venant dans les couloirs, se croisant, montant et descendant les escaliers, mécaniques ou pas.
Chevilles, pieds, jambes, chaussettes, chaussures sont en perpétuel mouvement. 
Vite, vite, toujours plus vite !

## Fiche technique
- Titre : Le Métro
- Réalisation : Georges Franju et Henri Langlois
- Photographie : Georges Franju
- Montage : Henri Langlois
- Format : Muet - Noir et blanc - son mono
- Pays d'origine : France
- Genre : Court métrage - Documentaire
- Durée : 8 minutes (à 24 images par seconde) ou 11 minutes (à 18 images par seconde)
- Date de sortie : 1934